# Matrimonio en la Iglesia católica

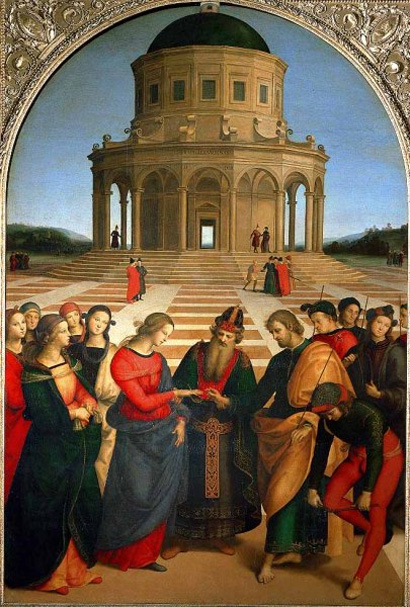
Desposorios de la Virgen. Obra de Rafael, de 1504.

En la Iglesia católica, el matrimonio es considerado una íntima comunidad de vida y amor creada por Dios y regida por sus leyes, que se establece sobre la alianza de los cónyuges, es decir, sobre su consentimiento irrevocable. Esta definición, referida a cualquier matrimonio, participen en él católicos o no, se concreta jurídicamente en el canon 1055, parágrafo primero, del vigente Código de Derecho Canónico y en el canon 776 del Código de los Cánones de las Iglesias Orientales.

La alianza matrimonial, por la que el varón y la mujer constituyen entre sí un consorcio de toda la vida, ordenado por su misma índole natural al bien de los cónyuges y a la generación y educación de la prole, fue elevada por Cristo Señor a la dignidad de sacramento entre bautizados.
Código de Derecho Canónico, can. 1055  § 1

Ambas definiciones resaltan la concepción católica del matrimonio como realidad natural que se apoya sobre el principio del consentimiento —que no puede ser suplido por ninguna potestad humana—. Las únicas diferencias notables entre ambas definiciones pasan porque el código canónico omite la referencia a la palabra "amor", quizá por entenderlo como un término ajurídico o indeterminado. Así mismo, también incluye la mención a la generación y educación de la prole, de nuevo, por el carácter más legal que posee este texto, de donde surge la necesidad de explicitar los fines esenciales en la misma definición. Cuando el matrimonio se celebra entre bautizados (católicos o no, pues el código no añade tal exigencia), es elevado a uno de los siete sacramentos de la Iglesia católica. Según la teología católica, esto implica que fue instituido por Dios y elevado a "sacramento" por Cristo y que es un signo visible de la gracia.
En la definición jurídica de matrimonio para el derecho canónico, cobra importancia la distinción entre el concepto de matrimonio como acto (matrimonio in fieri), del matrimonio como estado o comunidad permanente que surge del acto productivo del matrimonio (matrimonio in facto esse).
En España, Italia y Portugal el matrimonio católico tiene la misma validez jurídica que el matrimonio civil. Por el contrario, en Francia, Bélgica, Luxemburgo, Alemania y Austria solo tiene validez el matrimonio civil.

## Naturaleza jurídica del matrimonio católico
Existe una cierta controversia sobre qué naturaleza tiene el matrimonio católico desde el punto de vista jurídico. Una primera corriente, más tradicional, lo califica como contrato, en tanto que se basa en el libre consentimiento de las partes. Sin embargo, esta definición no es del todo satisfactoria porque las partes no determinan el contenido del matrimonio, como en un contrato normal, sino que ese contenido viene predefinido y los cónyuges se adhieren a él. Debido a esa limitación, otra parte de la doctrina lo define como una institución, es decir, un sistema de vinculaciones jurídicas preestablecidas con una finalidad determinada y a la que los cónyuges deciden adherirse libremente, aceptando todas sus consecuencias.

## El matrimonio como sacramento en la historia de la teología católica
En el Evangelio, Jesucristo se pronuncia en contra del repudio permitido por la Ley mosaica (cf. Marcos 10, 11-12 y textos paralelos).
En los primeros siglos los escritores cristianos tienen que salir al paso de la permisividad sexual del mundo grecorrromano y de los distintos movimientos dualistas que plantean que el matrimonio es algo malo, ya que la materia es mala en sí misma.
Los encratitas despreciaban el matrimonio y sostenían que todo cristiano debe guardar continencia. Los gnósticos (a los que hay que sumar los maniqueos y priscilianistas) apoyándose en una cosmología dualista defendían que la materia tenía su origen en el principio del mal y por tanto tenían una visión negativa de la realidad del sexo y del matrimonio. Los montanistas y novacianos despreciaban las segundas nupcias. Un caso extremo es la postura encratista de Taciano, que la Iglesia considera herética.
En las primeras comunidades cristianas se va manifestando una preferencia por la virginidad y el celibato. Incluso se llega a ofrecer una imagen peyorativa o desestimativa del matrimonio. Sin embargo, el magisterio actuó de regularizador; así, Ignacio de Antioquía (Ep. Polyc. 5 2) y Clemente de Roma (1Clem 38 2). Los autores cristianos acentúan el bien de la procreación al salir en defensa del matrimonio. Argumentan que ha sido instituido por Dios y ha sido bendecido por la presencia de Cristo en las bodas de Caná. Incluso surgen tendencias que proponen que el matrimonio sea superior a la virginidad (en autores como Helvidio, Bonoso, Joviniano y Vigilancio). San Agustín (354-430) sostiene claramente que el matrimonio es una cosa buena y que ha sido instituido por Dios desde «el principio». El pecado original no ha destruido esa bondad originaria, aunque ha dado origen a la «concupiscencia», que de tal manera afecta el ejercicio de la sexualidad que se hace verdaderamente difícil subordinar esa actividad a la recta razón. Eso se consigue cuando se vive en el marco de los bienes propios del matrimonio: la procreación (proles), la fidelidad (fides), y el sacramento (sacramentum). Para San Agustín no hay duda de que la búsqueda de la y procreación no hace que la unión del matrimonio lleve consigo falta o pecado alguno. Pero no ocurre lo mismo si la unión se intentara para satisfacer la concupiscencia, ya que entonces se incurriría en pecado venial. Los autores no concuerdan en la interpretación que se debe dar a estas afirmaciones.
Aunque la visión cristiana del matrimonio en los primeros tiempos era positiva, equilibrada y menos mitificadora que la del entorno, también es cierto que el matrimonio, o una de sus finalidades, era considerado a partir de las consecuencias del pecado original como un “remedio a la concupiscencia” según expresión de Agustín. Así la doctrina cristiana consideraba al matrimonio en relación con la finalidad procreativa y como cauce para equilibrar el desorden por debilidad sexual que los hombres llevan tras el pecado original.
Los insistentes ataques de algunas corrientes gnósticas contra este sacramento obligaron a la Iglesia a defenderlo y a rodearlo de cierta solemnidad, que contribuyera a su prestigio y santificación. En particular se pueden mencionar las siguientes disposiciones o prácticas:
1. El matrimonio debía celebrarse siempre con la aprobación del obispo.
2. Debía tener lugar en la iglesia o sitio del culto, durante los oficios eucarísticos. Esta costumbre es de las más antiguas.
3. En general no se aprobaban matrimonios secretos; más, por otra parte, el papa Calixto reconoció como válidos los matrimonios entre libres y esclavos.

Sin embargo, las ceremonias cristianas —al menos hasta el siglo IX— conservaban numerosos aspectos de la tradición pagana, tal y como nos ha llegado a través de los testimonios de Gregorio de Nacianzo (siglo IV) o del papa Nicolás I. En realidad, hubo una continuidad desde los rituales del paganismo hasta las celebraciones cristianas del matrimonio, que incluso perviven en la actualidad. Como ha señalado el historiador Louis Duchesne, la Iglesia «modificaba en este tipo de cosas solo lo que resultaba incompatible con sus creencias». Para que la unión fuera válida era suficiente el simple intercambio del consentimiento entre los contrayentes, no llegando a ser obligatoria la celebración del rito cristiano en Oriente hasta finales del siglo IX, por una disposición del emperador León VI el Sabio.
También se abre paso la consideración del matrimonio como un estado de vida bendecido por Dios. Los Padres de la Iglesia se detuvieron especialmente en reflexionar sobre la relación entre concupiscencia y matrimonio subrayando en especial el fin procreador. Dado que Dios es su autor, el matrimonio no puede ser despreciado. Tertuliano muestra más bien una idea desfavorable: subraya solo el fin de servir de freno de la concupiscencia dado que ante el inminente fin del mundo no valdría la pena traer nuevos hombres al mundo (cf. Ad uxorem 2 y 3), aunque en otro momento afirma: «Al contemplar esos hogares, Cristo se alegra, y les envía su paz; donde están dos, allí está también Él, y donde Él está no puede haber nada malo».
San Ambrosio de Milán dedicó un tratado a la virginidad donde afirma que el matrimonio es un estado por el que se colabora con Dios en la obra de la creación (cf. De paradiso 10). Jerónimo en cambio considera que el matrimonio impide dedicarse a la vida de oración y de santificación (cf. Adversus Jovinianum 1 7).
Sin embargo, quien más influyó en la teología posterior sobre el sacramento fue Agustín, que trató de los bienes inseparables del matrimonio: la procreación (proles), la fidelidad (fides), y el sacramento (sacramentum). (cf. De nuptiis et concupiscentia 1 11 13).
La consideración del matrimonio como sacramento no aparece de forma expresa en la enseñanza de la Iglesia hasta el siglo XV y se introduce como signo de la unión de Cristo y de la Iglesia (cf. Decreto pro armeniis del Concilio de Florencia). La celebración del rito religioso del mismo fue declarada obligatoria un siglo más tarde, en el Concilio de Trento.
Al parecer se debe a Anselmo de Laon y a su escuela de teología el primer tratado sistemático del matrimonio como sacramento. Constaba de los siguientes apartados: origen e institución del matrimonio; fines del matrimonio; bienes; cuestiones relativas a la forma y efectos del matrimonio. En cuanto a la institución afirma que fue instituido en el paraíso y que tuvo una confirmación con la presencia de Cristo en las bodas de Caná. Por tanto su carácter sacramental queda dado por ser signo de la unión de Cristo con su Iglesia: la consecuencia es que solo el matrimonio celebrado en la Iglesia es santo. El elemento determinante sería el consentimiento de los cónyuges.
En la Edad Media la Iglesia católica se esfuerza en dar respuesta a los grandes interrogantes del momento, planteados, sobre todo, por las corrientes que renovaban las antiguas doctrinas gnósticas (valdenses, cátaros, albigenses), y también por el permisivismo sexual a que llevaba el ideal del amor puro y romántico —con exclusión de la procreación— que cantaban los trovadores.
En continuidad con la patrística, en la teología católica de la época es común justificar las relaciones conyugales cuando se buscan con la intención de la procreación, y afirmar que habría pecado venial en el caso de que se pretendiera tan solo evitar la fornicación.
Santo Tomás (+1274), en continuidad con San Agustín, los bienes de la prole, la fidelidad y el sacramento son una expresión adecuada de la bondad integral del matrimonio. Los dos primeros determinan la bondad natural del matrimonio, de tal manera que lo hacen perfecto en su orden. El sacramento presupone esa bondad primera y la eleva a un orden superior, el sobrenatural.
Los tratados de Buenaventura y de Tomás de Aquino son los que más influyeron en la formación teológica del período.
Ya en el siglo XX, con los intentos de renovación de la teología iniciados por la escuela de Tubinga en el siglo anterior, se van explicitando con mayor fuerza las virtualidades encerradas en la doctrina sobre la bondad del matrimonio.
Es significativa la aportación del movimiento matrimonial «Equipos de Nuestra Señora» dirigido por H Caffarel.
Asimismo son importantes las enseñanzas de San Josemaría Escrivá de Balaguer (+1975). Entre las consecuencias que esa doctrina comporta con relación al matrimonio y a la sexualidad se señalan, junto a otras:
- la bondad de la sexualidad;
- la necesidad de materializar el amor;
- la dignidad de las relaciones conyugales;
- la vida matrimonial y del hogar como ocasión para encontrar al Señor.

La Edad Contemporánea, además, trajo consigo el proceso secularizador. Mientras que los diferentes estados fueron estableciendo su supremacía legal en cuanto a la celebración, registro y legislación en relación con el matrimonio, la Iglesia católica defendió su derecho a legislar y disponer en relación con el sacramento. En especial se han producido conflictos entre estados seculares e Iglesia católica en relación con la cuestión del divorcio (ver abajo).

## Aspectos esenciales

### Signo de la unión de Cristo con su Iglesia
El Antiguo Testamento usa a menudo la imagen del noviazgo o del amor conyugal para referirse a la relación de Dios con su pueblo. Así no solo se percibe el alto concepto que se tenía del matrimonio, sino también se muestra como arquetipo para referirse al de la alianza fiel de Yahveh con su pueblo. Por otro lado, se subraya la infidelidad de Israel como si fuera un adulterio.
Pablo recoge esta imagen en la carta a los Efesios que luego fue comentada en múltiples ocasiones por los Padres de la Iglesia con el fin de subrayar el amor esponsal que han de fomentar y vivir los esposos. Agustín llama “sacramentum” a este carácter (cf. De nuptiis et concupiscentia 2 21) que sella también la indisolubilidad del matrimonio. Así se considera que la gracia del matrimonio es una prolongación de la caridad que Cristo derrama sobre la Iglesia y va especialmente relacionada con la misión que la familia cristiana tiene dentro de la Iglesia.
Para la Iglesia católica, en el matrimonio una realidad humana (la unión matrimonial) se asume como signo de una realidad de orden cristológico y eclesial (unión de Cristo con la Iglesia), sin abandonar la realidad de que se trata de una institución natural. En el matrimonio no solo se significa tal unión ya que los mismos bautizados que se casan son destinatarios, en cuanto miembros de la Iglesia, de ese amor de Cristo.
Aunque el consentimiento libremente expresado por los cónyuges es el acto jurídico decisivo del que dimanan los derechos y deberes matrimoniales, la sacramentalidad del matrimonio no proviene de un acto distinto que el jurídico del consentimiento y, por tanto, se identifica con él. Por eso, la teología católica ha dado creciente importancia a la fe de los cónyuges y a las actitudes religiosas que se requieren para la validez o licitud del sacramento.

### Indisolubilidad
En los evangelios y en las epístolas de Pablo de Tarso se nota el interés por aplicar las enseñanzas de Cristo al ambiente de las primeras comunidades cristianas. El Pastor de Hermas condena el nuevo matrimonio de quienes se han separado incluso en el caso de adulterio (cf. Mand. 4 1, 4-8). Luego tanto Justino Mártir (cf. Apología 1 15) como Atenágoras de Atenas (Legatio 33 donde rechaza también la posibilidad de volver a casarse por parte de quien queda viudo) ofrecen una enseñanza semejante. Por el contrario, Basilio el Grande parece que toleraría el nuevo matrimonio de quien hubiera sido abandonado por su esposa (cf. 1.ª Carta Canónica 188 9 y 2.ª Carta Canónica 199 21) mientras que en su obra titulada Moralia parece defender la indisolubilidad sin excepciones.
Parece claro, en los escritos de los padres, que quien había sufrido adulterio podía repudiar a su cónyuge. Sin embargo, al marido que había repudiado a su mujer por este motivo, no se le permitía volver a casarse.
Es a partir de los grandes padres de Occidente –Ambrosio, Jerónimo y Agustín– cuando se establece una doctrina firme en contra del divorcio y de la posibilidad de volverse a casar tras la separación. Desde ahí los concilios adoptan medidas severas contra estos casos de separados vueltos a casar (lo cual permitía la legislación romana). Así por ejemplo el canon 102 del XI concilio de Cartago:
“Nos pareció bien que, según la disciplina evangélica y apostólica, ni el abandonado por la mujer ni la dejada por el marido se unan a otro, sino que permanezcan así o se reconcilien: si desprecian esta ley, sométanse a penitencia. Sobre esta materia hay que pedir la promulgación de una ley imperial”.
Durante el siglo XII el así llamado Decretum Gratiani fija la indisolubilidad tal como quedó luego recogida en los códigos de derecho canónico. Dada la progresiva intervención de la Iglesia en asuntos temporales a lo largo de la Edad Media, la legislación eclesial fue haciéndose más concreta en relación con el matrimonio. Algunos papas tuvieron verdaderas disputas políticas por negarse a disolver matrimonios de reyes, como la que causó la separación de Enrique VIII de Inglaterra de la Iglesia de Roma.
La enseñanza de los primeros protestantes en relación con la indisolubilidad fue muy variable. Lutero sentó el principio de que todo lo relacionado con el matrimonio era materia de legislación civil y que, por tanto, la religión no debía introducir normativa relativa a él. Permitió el divorcio y hasta la poligamia (véase el caso de Felipe de Hesse). Por ello, el Concilio de Trento afrontó el tema: "Si alguno dijere que la Iglesia se equivoca cuando enseñó y enseña que, conforme a la doctrina del Evangelio y los apóstoles, no se puede desatar el vínculo del matrimonio, por razón del adulterio de uno de los cónyuges... sea anatema" (Denzinger 977).

#### Nulidad
La indisolubilidad del matrimonio solo afecta de modo absoluto, según la praxis de la Iglesia católica, al matrimonio-sacramento contraído válidamente y consumado.  En caso de que este sacramento no haya sido tal, puede ser declarado nulo luego del juicio debido.
La Iglesia ha ido estipulando qué elementos afectan la validez de un matrimonio de manera que fuera posible mostrar cuándo un matrimonio no se había producido. Tales condiciones tienen tres ámbitos: el consentimiento matrimonial, las cualidades de las personas que contraen matrimonio y la condición de bautizados de los cónyuges.

## Elementos del matrimonio católico

### Materia y forma
Son las palabras del consentimiento las consideradas tanto como materia del sacramento como su forma dado que expresan la aceptación de la donación que el matrimonio implica.

### Ministro
Aunque aún es un tema debatido, en occidente se considera que los ministros son los contrayentes mismos, siendo el clérigo un testigo que recibe, en nombre de la Iglesia, el consentimiento del esposo y esposa. Mientras que en oriente (iglesias ortodoxas) se considera que el ministro que confiere el sacramento es el clérigo que preside la celebración y no los contrayentes.

### Sujeto
La Iglesia católica solo permite acceder al matrimonio a las personas que cuenten con los sacramentos del bautismo, comunión y confirmación; además de que no consten con impedimentos como por ejemplo ser demasiado jóvenes, sufrir de impotencia o tener parentesco.  En el antiguo rito el sacerdote preguntaba en la misma ceremonia si alguien conocía un impedimento para la realización del sacramento. El rito actual prevé que se ponga un anuncio en la parroquia con antelación de manera que las personas que piensen que existe un impedimento para el matrimonio se lo comuniquen al párroco.

### Fines
El Catecismo de la Iglesia Católica afirma que "El matrimonio y la familia están ordenados al bien de los cónyuges, a la procreación y a la educación de los hijos." (n. 2249; cfr. n. 1601)

### Efectos
El Catecismo de la Iglesia Católica enumera dos:
- "El vínculo matrimonial que es establecido por Dios mismo"
- "La gracia del sacramento que perfecciona el amor de los cónyuges y fortalece su unidad."

## Trámites para el matrimonio católico en España[9]
Los cónyuges deben acudir a la parroquia a la que uno de los dos pertenezca y solicitar despacho con el párroco quien, a través de varias entrevistas, evaluará la idoneidad del matrimonio y guiará a los novios en los trámites necesarios para formalizarlo. Les requerirá la siguiente documentación con el objeto de abrir el expediente matrimonial:
- Documentos identificativos
- Partidas de Bautismo
- Certificados de nacimiento
- Certificado de la realización del cursillo prematrimonial
- Fe de vida y estado

La firma del expediente matrimonial se realizará una vez completada la documentación junto a dos testigos mayores de edad, que tengan una relación cercana a los cónyuges pero que no sean familiares de los mismos, y estén en disposición de dar fe de que concurren las circunstancias para que pueda celebrarse el Sacramento.